# Eugen Goldstein
Eugen Goldstein (ur. 5 września 1850 w Gliwicach, zm. 25 grudnia 1930 w Berlinie) – fizyk niemiecki, odkrywca promieniowania anodowego (tzw. promieniowanie kanalikowe lub kanałowe); czasem uważany jest za odkrywcę protonu. Jego praca nad promieniowaniem anodowym leży u podstaw współczesnej spektrometrii masowej.

## Życiorys
Goldstein urodził się w Gliwicach. Studiował w Breslau (dzisiaj Wrocław), a później w Berlinie (jego profesorem był Hermann von Helmholtz). Goldstein pracował w Berlińskim Obserwatorium Astronomicznym od 1878 do 1890, ale większość czasu spędził w Obserwatorium w Poczdamie, gdzie został liderem sekcji astrofizycznej w roku 1927. Jest pochowany na Cmentarzu żydowskim w Berlinie-Weißensee.

## Cytat
Można powiedzieć bez przesady, że na podstawie swojej unikatowej pracy nad promieniowaniem katodowym, Goldstein już w roku 1879, kiedy świat jeszcze nie słyszał o teorii kwantów, miał zrozumienie najważniejszych i najbardziej niezwykłych aspektów tej teorii w generalnym zarysie.